# 红胡魁蛤
红胡魁蛤（学名：Barbatia bicolorata），是魁蛤目魁蛤科胡魁蛤属的一种。主要分布于台湾，常栖息在潮间带的岩礁区。